# Roy Slater
Roy Slater (rođen 15. svibnja 1948.) fiktivni je lik iz BBC-jeva sitcoma Mućke. Glumio ga je Jim Broadbent.
Slater je u školi htio biti dio Del Boyeva društva (u razredu su sjedili jedan do drugog), ali je uvijek bio autsajder i uvelike omražen, poznat po svojoj prepredenosti. Nakon što je društvo jednom uhvatilo Slatera, Brzi mu je pokušao na trbuh prosuti prah koji izaziva svrbež. Del ga je spasio, ali je Slater kasnije ravnatelju odao kako Del iza spremišta za bicikle ljubi njegovu sestru. Kad su se igrali pirata, on je uvijek bio onaj koji završi na dasci. Htio je glumiti Plavobradog, ali je bio toliko omražen pa mu ostali nisu dopuštali. Na kraju su mu ipak dopustili da igra Plavobradog, ali je baš tog dana Plavobradi završio na dasci.
Slater se iz zlobe prema ostatku društva pridružio policiji i uvijek igrao prljavo. Uhitio je vlastitog oca Harryja jer mu nije radilo svjetlo na biciklu na putu do trgovine ribičkom opremom, iako je otac posudio bicikl od samog Slatera. Slater je tvrdio kako nije imao izbora, ali mu Del kaže kako nikad nije požalio ni zbog jednog uhićenja, a u epizodi "Class of '62" da je Harry mrzio Slatera više ikoga drugoga. Po očevoj smrti, Slaterova je majka pisala upravitelju zatvora da zabrani njenom sinu da prisustvuje očevom sprovodu.
U svojem prvom pojavljivanju u seriji, u epizodi "May The Force Be With You" (1983.), Slater je pokušavao zatvoriti Dela zbog ukradene mikrovalne pećnice, ali samo iz zlobe zbog onoga kako su se prema njemu ponašali u školi. Del kaže Rodneyju da je Slater dobro poznat u policijskim i kriminalnim krugovima jer ima raširenu mrežu inkriminiranih doušnika koji su prisiljeni surađivati s njim jer bi ih u protivnom odao kriminalnom podzemlju.
U epizodi "To Hull and Back" (1985.), Slater je pokušao smjestiti Delu krijumčarenje dijamanata, ali ga je na kraju odao pomoćnik Terry Hoskins, nakon čega je poslan u zatvor na pet godina.
Nakon puštanja Slater se vratio u Peckham u epizodi "Class of '62" (1991.), tvrdeći kako želi okrenuti novu stranicu nakon smrti svoga oca. Ispostavlja se da je Slater Raquelin prezreni nestali muž te da joj želi prepisati prava na svoje "nasljeđe" (novac od dijamanata koje policija nikad nije pronašla). Del i Rodney uspijevaju ga se riješiti blefirajući kako su kopirali dokaz njegove korespondencije s krijumčarem dijamanata.